# 汾西县
汾西县位于中国山西省中部偏南、吕梁山南段东侧，是临汾市所辖的一个县。面积875平方公里，县人民政府驻永安镇。

## 历史
北齐置临汾县，为汾西郡治；隋朝改汾西县；以在汾河之西得名。

## 行政区划
汾西县下辖5个镇、3个乡：
永安镇、对竹镇、勍香镇、和平镇、僧念镇、佃坪乡、团柏乡和邢家要乡。

## 人口
2020年末，第七次全国人口普查結果顯示：全县常住人口为104627人，与2010年第六次全国人口普查的144795人相比，十年间减少了40168人，降低27.74%，年平均增长率-3.20%。

## 交通
- 341国道过境。